# René Boudier
Pour les articles homonymes, voir Boudier.
René Boudier, sieur de La Jousselinière, baptisé à Alençon le 20 février 1634 et mort à Mantes le 16 novembre 1723, est un traducteur, historien et poète français.

## Biographie
D’une famille originaire de Trelly, dans le Cotentin, René Boudier de la Jousselinière, s’établit, après la mort de son père, René Boudier, gentilhomme d’extraction, écuyer qui fut tué au siège d’Arras, auquel il prenait part comme capitaine au régiment de Grancey, en 1642, avec sa mère à Mantes, dont elle était originaire. Il est l'oncle de l'écrivain Pierre Joseph Boudier de Villemer (ou Villemert) né vers 1716.
Soutenu d’une aptitude infatigable et de facultés précoces, il fit dans les belles-lettres des progrès qui en faisaient un prodige. À quinze ans, c’était un linguiste distingué : le grec, le latin, l’espagnol, qu’il parlait comme sa langue maternelle, lui fournissaient ses lectures. C’est alors qu’il fit ses premières pièces de poésie, datées de cette époque, et dont plusieurs ont paru en 1777 dans le recueil l’Almanach littéraire ou Étrennes d’Apollon.
Déjà l’activité de Boudier ne lui permettait pas de se livrer au repos qui succède ordinairement aux occupations sérieuses ; mais, curieux de tout ce qui donne de la solidité ou de la grâce à l’âme, il laissait les belles-lettres pour les beaux-arts, et se délassait des premières en se livrant à son inclination pour la peinture et la musique. Il se livrait à l’étude avec une rare ardeur, travaillant depuis quatre heures du matin jusqu’à midi, puis il reprenait quelquefois après le dîner ses studieuses occupations. Aussi acquit-il une foule de connaissances variées. Il dessinait et peignait agréablement ; il passait même pour se connaître en peinture comme les maîtres. Il touchait du luth avec délicatesse, cultivait la poésie, l’histoire, la grammaire, la géographie, écrivait sur les médailles.
Il n’en est peut-être pas d’érudit dont la forme soit plus difficile à saisir dans le passé, car si Boudier étudia tout, il ne réalisa pas, à l’âge mûr, les espérances qu’il avait données car il n’approfondit presque rien. Il avait recherché et commenté tous les ouvrages d’érudition ou d’agrément et d’esprit, mœurs, coutumes, rites. Le traité manuscrit qu’il a laissé des médailles romaines a été considéré comme un chef-d’œuvre de genre : « on lui doit les plus importantes découvertes, et, depuis, cette science n’a jamais reçu pareille impulsion ». Ce Traité des médailles fut suivi d’une Histoire de la république romaine depuis la fondation de Rome jusqu’à César Auguste, qui devait former huit volumes in-12 que plusieurs savants tenaient en grande estime.
Il avait aussi traité l’histoire de France été dans un abrégé où étaient mis en saillie les faits et les événements remarquables de chaque règne de manière à les fixer dans la mémoire. Les anciennes monnaies françaises avaient été de même l’objet d’un travail particulier de sa part. La lecture des auteurs latins avait persuadé Boudier que les traductions littérales sont pédantes et lourdes pour les non-spécialistes, il avait accommodé, dans cette pensée, plusieurs satires d’Horace et de Juvénal au goût de ses contemporains. Il en avait également lui-même composé plusieurs, qui l’a fait considérer comme un faiseur d’épigrammes et un satirique de premier ordre par son biographe, Titon du Tillet. Boudier n’avait que seize ans, lorsqu’il composa celle-ci :

« À CORINNE.
Pour un pucelage perdu,
Ô Dieux ! la ridicule chose !
Il semble, à voir comme on en parle,
Que l’Univers soit confondu.
Mais puisqu’on a cette manie,
D’attacher tant d’ignominie
Aux Belles qui perdent ce rien,
CORINNE, il vous en faut un autre ;
J’aime mieux vous donner le mien
Pour mettre en la place du vôtre. »

Plus que personne, Boudier était à portée de saisir les allusions obscures se glissant dans le laconisme des langues anciennes, et la justesse de compréhension qu’il avait puisée dans ses lectures a relevé ses traductions, où il mettait une patience opiniâtre, d’un relief tout particulier. On cite encore de lui une Grammaire latine, un Traité de géographie ancienne pour l’intelligence de l’histoire, un Dictionnaire géographique, et des Remarques sur les difficultés de la langue française, destinées aux écrivains.
Le nombre gigantesque de ses ouvrages ferait croire que son instruction l’avait identifié à l’esprit de chaque siècle, et que sa vie s’était prolongée au-delà du terme ordinaire. L’existence de cet esprit universel, profond et varié était remplie par le travail : à partir de sa dixième ou onzième année jusqu’à l’époque de sa mort, survenue à l’âge de quatre-vingt-dix ans, il entrait dans son cabinet à quatre heures du matin tous les jours, pour n’en sortir qu’à midi, et souvent pour recommencer après. Il avait conservé toute sa verve, et quinze jours avant sa mort, il fit plusieurs petites pièces de vers où coule encore toute la sève de la jeunesse.
La proposition des places les plus honorables ne put arracher Boudier, philosophe par penchant et par conviction, à son unique passion, les belles-lettres : pour s’y livrer sans réserve, il refusa tout. Se moquant de la gloire, d’une grande modestie, Boudier, après avoir immensément travaillé sur des matières très variées et des sujets rébarbatifs, qui semblait créer par besoin ou par nature, après avoir remué toute la masse des connaissances humaines, et consigné les richesses de sa mémoire laissait, aussitôt qu’ils étaient achevés, sommeiller dans les ténèbres et l’oubli, le résultat de ses travaux continuels. Il ne consentit jamais à se faire imprimer et ne laissa que des manuscrits, dans lesquels se retrouvent ses œuvres poétiques, contenant des odes, des sonnets, des épigrammes, des satires, des quatrains, des traductions partielles d’Horace, de Juvénal, de Buchanan, et une paraphrase de l’Ecclésiaste, dont les douze chapitres sont en deux chants.
Doux et aimable, Boudier était d’un commerce charmant : il se mettait à la portée de tout le monde, et sa vaste érudition lui permettait d’émettre une opinion plausible sur toutes les questions qui lui étaient soumises ; la réponse ne se faisait jamais attendre. Sa réputation était très étendue, et le duc d’Orléans, régent, en ayant entendu parler, le fit venir de Mantes auprès de lui, et fut enchanté de son esprit et de ses vers. Il était très souvent consulté, et ses décisions étaient suivies des savants de son époque. On lui offrit plusieurs places aussi honorables que lucratives, qu’il refusa obstinément par désintéressement philosophique et par amour pour la littérature. Il ne voulut jamais être de l’Académie royale des Belles-Lettres de Caen, malgré les vives sollicitations de M. Foucault, alors intendant de cette ville.
Voltaire a parlé assez avantageusement de lui dans son Siècle de Louis XIV, à l’article des écrivains. Boudier se fit à lui-même l’épitaphe suivante, qui résume complètement ses travaux et sa vie :

« Je suis gentilhomme normand,
D’une ancienne et pauvre noblesse,
Vivant de peu tranquillement
Dans une honorable paresse. 
Sans cesse le livre à la main,
J’étais plus sérieux que triste ;
Moins Français que Grec et Romain, 
Antiquaire, archimédailliste, 
J’étais poète, historien,
Et maintenant je ne suis rien. »